# Commesso
Commesso (aus dem Italienischen: fugenlos zusammengesetzte Arbeit; Florentinisches Mosaik) ist eine Steinschnitttechnik.
Diese seltene Kunstform gab es bereits im späten 14. und im 15. Jahrhundert am burgundischen Hof. Im 16. Jahrhundert kam die Technik unter Heinrich II. (1518/1547–1559) in Paris wieder in Mode. Matteo da Nassaro aus Verona wurde bereits 1515 von Franz I. nach Paris gelockt, wo er Wasserräder in der Seine installierte und das erste französische Steinschleifzentrum gründete.